# Александер Майснер
Александер Майснер (на немски: Alexander Meißner) е австрийски и германски инженер и физик Работи в областта на радиотехниката за осъществяване на телекомуникационни връзки на големи разстояния.

## Биография
Александер Майснер е роден на 14 септември 1883 г. във Виена, Австрия и умира в Берлин на 3 януари 1958 г. Завършва гимназия във Виена и инженерство в Техническия университет (сега Виенски технологичен университет).
За кратък период е асистент в университета. Получава докторска степен през 1902 г.
На 24 години заминава за Берлин и започва работа в Телефункен (Telefunken). През 1913 г. като инженер в Телефункен Майснер създава електронен осцилатор на Майснер - генератор с радиолампа по схема с общ катод и трансформаторна обратна връзка.  Генераторът създава незатихващи електрически трептения и заменя използваните дотогава искрови генератори в радиопредавателната и радиоприемната техника, които се използват само за предаване на телеграфни сигнали. Новата разработка на електронен генератор позволява предаването на говор и музика чрез средствата на радиотехниката. Това откритие дава съществен тласък в развитието на радиокомуникационната техника. По същото време независимо от него е създаден генератор използващ подобен принцип от американския учен Едуин Армстронг.
Съвременното развитие на технологиите за телекомуникация, радио, телевизия, телефония и информационните технологии би било невъзможно без такива основополагащи открития като осцилатора на Майснер. Александер Майснер работи като изследовател почти 50 години в областта на радиотехниката по въпросите за стабилизация на генерираната честота с кварцови кристали, антените с техните диаграми на излъчване, и технологията за ефективното построяване и експлоатация.